# 聖赫羅尼莫區
聖赫羅尼莫區（西班牙語：San Jerónimo de Naranjo），是哥斯達黎加的一個區，位於該國西北部阿拉胡埃拉省，海拔高度990米，主要經濟活動是農業，而主要農業品是咖啡，2011年人口2,703。